# Bitwa morska pod Port Arturem
Bitwa pod Port Arturem – bitwa morska stoczona w nocy i dniu 8–9 lutego 1904 roku (26–27 stycznia według starego stylu) pod Port Arturem (Port Arthur, obecnie Lüshun) w Chinach przez Rosję i Japonię, otwierająca wojnę rosyjsko-japońską. Bitwa rozpoczęła się od niespodziewanego nocnego ataku torpedowego marynarki japońskiej na kotwiczące na redzie Port Artura główne siły rosyjskiej Eskadry Oceanu Spokojnego, prowadzącego do uszkodzenia trzech okrętów. Następnego dnia pod Port Artur podeszły główne siły japońskiej Połączonej Floty, lecz po nierozstrzygniętej walce artyleryjskiej wycofały się.

## Baza i siły przeciwników

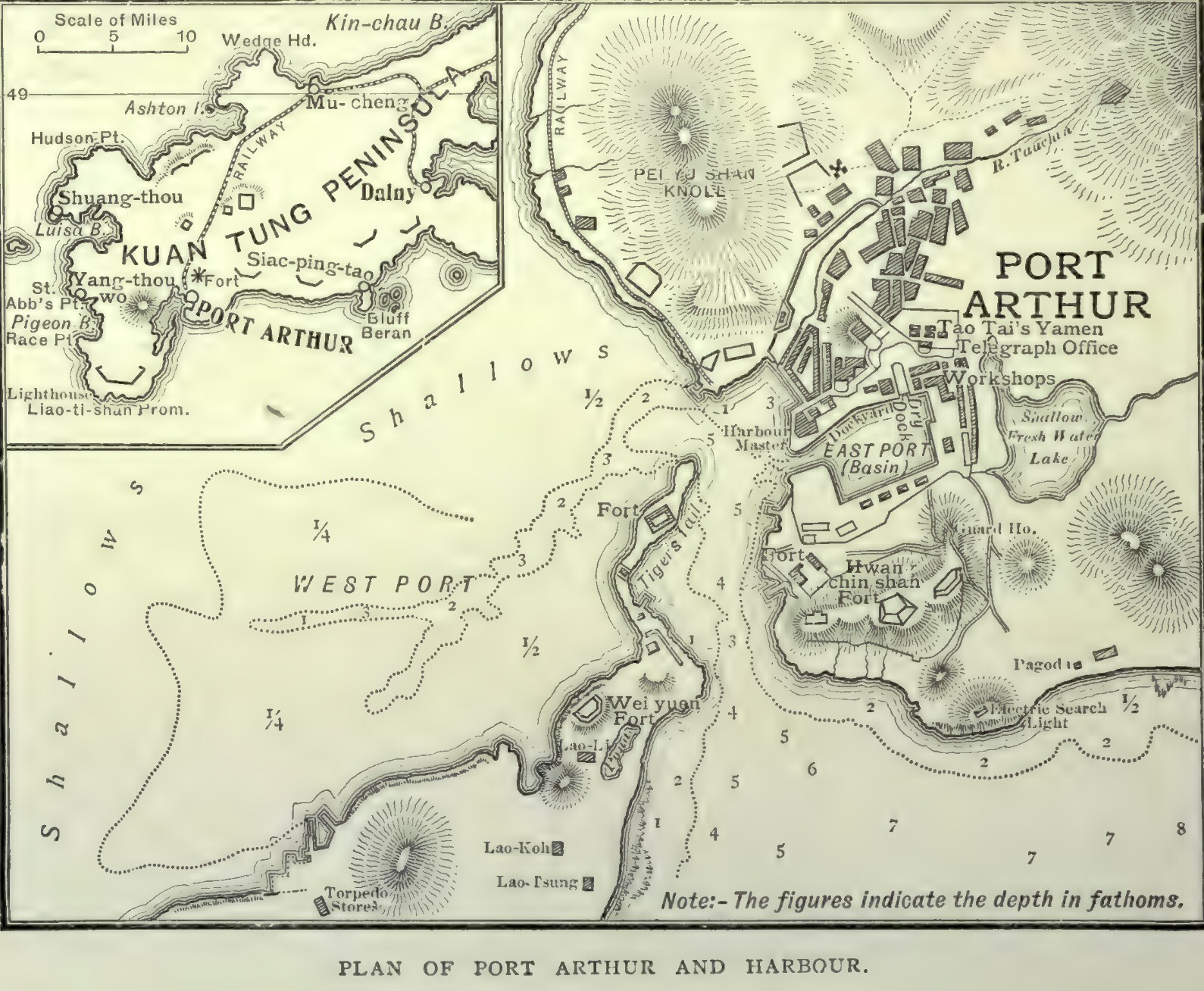
Mapa bazy Port Artur. Po prawej u dołu reda zewnętrzna, po lewej reda wewnętrzna. Podane są głębokości w sążniach

Port Artur (ang. Port Arthur) położony na półwyspie Liaotung w Chinach od 1898 roku był główną bazą morską rosyjskiej floty wojennej Oceanu Spokojnego, wydzierżawioną formalnie od Chin na 25 lat. Sam port znajdował się w płytkiej zatoce (wewnętrznej redzie), oddzielonej od Morza Żółtego Półwyspem Ogon Tygrysi, z jedynie wąskim (300 m) i płytkim 900-metrowym kanałem łączącym dość ciasną redę wewnętrzną z otwartym morzem. Duże okręty mogły przepływać kanałem tylko dwa razy na dobę w porze przypływu, z pomocą holowników. Przestronna reda zewnętrzna przed kanałem wyjściowym była natomiast odkryta i niechroniona od strony morza. Rosja przystąpiła w 1901 roku również do fortyfikowania bazy, w szczególności tworzenia baterii nadbrzeżnych i umocnień od strony lądu, lecz prace te jedynie częściowo zostały ukończone do 1904 roku.
Główne siły rosyjskiej Eskadry Oceanu Spokojnego stacjonujące w Port Arturze składały się przed atakiem z siedmiu pancerników (przeddrednotów): „Pietropawłowsk”, „Siewastopol” i „Połtawa” (typu Połtawa), „Pierieswiet” i „Pobieda” (typu Pierieswiet) oraz „Cesariewicz” i „Retwizan”, jednego krążownika pancernego I rangi („Bajan”) i pięciu krążowników pancernopokładowych, w tym  trzech dużych  I rangi („Askold”, „Diana” i „Pałłada”) i dwóch II rangi („Nowik” i „Bojarin”). Ponadto w jej skład wchodziły mniejsze jednostki: cztery kanonierki, 22 niszczyciele, dwa krążowniki torpedowe, dwa stawiacze min i okręty o mniejszej wartości. Dowódcą eskadry był na początku wojny wiceadmirał Oskar Stark, lecz najwyższą władzę sprawował carski namiestnik admirał Jewgienij Aleksiejew. Ponadto słabsze siły rosyjskie stacjonowały w oddalonym Władywostoku, a pojedyncze okręty, przeważnie przestarzałe, w różnych portach chińskich w charakterze tzw. stacjonerów, reprezentujących interesy rosyjskie.
Siłami japońskimi – Połączoną Flotą dowodził wiceadmirał Heihachirō Tōgō. Główne siły stanowiło sześć pancerników pierwszej eskadry („Mikasa”, „Asahi”, „Shikishima”, „Hatsuse”, „Fuji”, „Yashima”), w skład której wchodziło ponadto 11 niszczycieli i osiem torpedowców oraz 3 dywizjon rozpoznawczy kontradmirała Dewy w składzie czterech szybkich krążowników pancernopokładowych („Chitose”, „Kasagi”, „Takasago”, „Yoshino”). Druga eskadra japońska składała się z 2 dywizjonu w składzie sześciu krążowników pancernych wiceadmirała Kamimury („Izumo”, „Iwate”, „Asama”, „Tokiwa”, „Azuma”, „Yakumo”), 4 dywizjonu krążowników pancernopokładowych kontradmirała Uriu („Naniwa”, „Takachiho”, „Akashi”, „Niitaka”), ośmiu niszczycieli i ośmiu torpedowców. Nie wszystkie okręty jednak wzięły udział w bitwie pod Port Arturem, gdyż 4 dywizjon krążowników wzmocniony krążownikiem pancernym „Asama” oraz osiem torpedowców skierowano pod Czemulpo w Korei w celu osłony lądowania wojsk.

## Przed bitwą
Na początku 1904 roku doszło do zaostrzenia stosunków Rosji z Japonią i realna stała się perspektywa wojny, lecz car Mikołaj II nie chciał podejmować kroków wojennych jako pierwszy. Z uwagi na zagrożenie, 31 stycznia (18 stycznia starego stylu) Eskadra Oceanu Spokojnego rozpoczęła w przyspieszonym trybie kampanię po zimie i już następnego dnia, po uzupełnieniu zapasów, główne siły eskadry bojowej wyszły na redę zewnętrzną w celu odbycia ćwiczebnego pływania. Po jego zakończeniu i powrocie do bazy 4 lutego (22 stycznia) jedynie niszczyciele i kanonierki powróciły do portu, a duże okręty pozostały zakotwiczone na redzie. Przyczyną pozostawienia sił głównych na zewnętrznej redzie zamiast na wewnętrznej była obawa namiestnika Aleksiejewa, że Japończycy zablokują wąski kanał portowy przez zatopienie tam statków (tzw. branderów). Namiestnik nie zdecydował się na rozstawienie wokół okrętów sieci przeciwtorpedowych, motywując to tym, że mogłoby to utrudnić ruchy eskadry w razie konieczności szybkiego zejścia z kotwicy oraz doprowadzić do przypadków zaplątywania się sieci w śruby. Okręty pozostawały nocą z załadowanymi działami, lecz wygaszonymi kotłami i wygaszoną jedynie częścią świateł. Na redzie dyżurowały pod parą tylko dwa krążowniki (w noc ataku były to „Askold” i „Diana”), a dwa inne okręty oświetlały redę reflektorami (w noc ataku „Retwizan” od zachodu i „Palłada” od wschodu). W odległości 20 mil morskich od bazy wysyłano w nocy na pozycje dozorowania tylko dwa niszczyciele, wspierane przez kanonierkę dozorującą w odległości 10 mil morskich od bazy. Niszczyciele nie miały jednak radiostacji i w razie zauważenia przeciwnika musiały wracać do okrętu flagowego w celu złożenia meldunku (mimo że stosowano sygnalizację za pomocą reflektorów skierowanych w niebo dla potwierdzenia zajęcia pozycji przez niszczyciele).
4 lutego na posiedzeniu rady cesarskiej z udziałem rządu władze Japonii podjęły decyzję o rozpoczęciu wojny, a następnego dnia ogłoszono mobilizację. Na odprawie o godz. 1 w nocy 6 lutego na flagowym pancerniku „Mikasa” wiceadmirał Togo wydał rozkaz wyjścia w morze i przedstawił plan ataku, podsumowując:

Od skutecznego wykonania tego planu zależy pomyślność lub niedola naszego narodu, niech każdy zatem zrobi wszystko co w jego mocy, aby przyczynić się do powodzenia.

Niedługo przed oznajmieniem przez japońskiego ambasadora w Petersburgu 6 lutego o zerwaniu stosunków dyplomatycznych z Rosją, główne siły Połączonej Floty pod dowództwem wiceadmirała Togo wyszły w morze z Sasebo na pozycje do ataku. Wieczorem tego dnia lub rano następnego dnia Ministerstwo Spraw Zagranicznych powiadomiło namiestnika Aleksiejewa telegraficznie o zerwaniu stosunków dyplomatycznych i nakazało mu podjęcie przygotowań do obrony, lecz jednocześnie zapewniło, że wojny nie będzie. Mimo to, namiestnik nie tylko nie podjął dalej idących środków ostrożności, zaniechał wysłania krążowników na rozpoznanie i nie odwołał nowoczesnego krążownika „Wariag” z koreańskiego portu Czemulpo, ale zabronił publikowania wiadomości o napiętej sytuacji i uspokajał wiceadmirała Starka, że wojna jest odległa.
Z zespołu japońskiego odłączono krążownik pancerny „Asama”, cztery krążowniki pancernopokładowe 4 dywizjonu i osiem torpedowców w celu osłony wyładunku wojsk pod Czemulpo i walki ze znajdującymi się tam dwoma okrętami rosyjskimi. 8 lutego główne siły japońskie osiągnęły rejon wyspy Round 81 km na wschód od Port Artura i o godz. 18 wysłano niszczyciele do ataku. Plan zakładał niespodziewany nocny atak torpedowy niszczycieli, a następnego dnia na osłabioną eskadrę rosyjską miały uderzyć główne siły Floty Połączonej, dyżurujące w okolicy Wysp Elliota. Przeciwko Port Arturowi skierowano jednak tylko 10 niszczycieli, gdyż „Akebono” z 2 dywizjonu odniósł po drodze uszkodzenia w kolizji z krążownikiem pomocniczym „Nikko Maru”, a osiem niszczycieli 4 i 5 dywizjonu miało udać się w poszukiwaniu rosyjskich okrętów pod pobliski chiński port Dalian (ros. Dalnyj). To ostatnie posunięcie oceniane jest jako błąd, gdyż niezależnie od zbyt dużych sił wydzielonych do ataku na drugorzędny cel, w Dalianie stacjonowały przed wybuchem wojny tylko dwa stare rosyjskie nieopancerzone krążowniki szkolne o małej wartości bojowej. Co więcej, atak na Dalian nie przyniósł żadnych rezultatów, gdyż japońskie niszczyciele nie odnalazły stacjonujących tam krążowników: „Razbojnik” i „Zabijaka” (według innych źródeł „Dżygit”).

## Atak nocny
Wieczorem 8 lutego (26 stycznia starego stylu) na zewnętrznej redzie Port Artura, na południowy wschód od wejścia do portu, kotwiczyło 16 okrętów, większość z nich w trzech rzędach. Najdalej wysunięta na południe w stronę otwartego morza była linia dużych krążowników (od zachodu): „Bajan”, „Diana”, „Pałłada” i „Askold” – z czego „Diana” i „Askold” były dyżurne, pod parą. W środkowym rzędzie stały pancerniki: „Pierieswiet”, „Retwizan”, „Pobieda”, „Cesariewicz”, a w północnym, najbliżej brzegu: „Pietropawłowsk”, „Połtawa” i „Siewastopol”. Na lewo od flagowego „Pietropawłowska”, u wejścia do kanału portowego stały krążowniki II rangi „Bojarin” i „Nowik”, a po prawej stronie wejścia stary krążownik „Dżygit” jako okręt strażniczy (brandwachta) i obok niego kanonierka „Gilak”, która zeszła z patrolu. Osobno przed południową linią stał na kotwicy krążownik pomocniczy „Angara”. Na okrętach były zapalone światła rozpoznawcze i kotwiczne; „Pałłada” i „Retwizan” były dobrze widoczne, oświetlając redę reflektorami, a dodatkowo „Pałłada” i „Pobieda” były oświetlone, gdyż odbywał się na nie załadunek węgla. Świeciły się też latarnie morskie u wejścia do portu. Noc była jednak ciemna, bezksiężycowa. W odległości 20 mil morskich od bazy dozorowały niszczyciele:  „Biesstrasznyj” i „Rastoropnyj”, ale w chwili ataku nie było dozorującej kanonierki, gdyż „Gilak” zszedł do bazy, a mający go zmienić „Bobr” miał awarię maszyn.

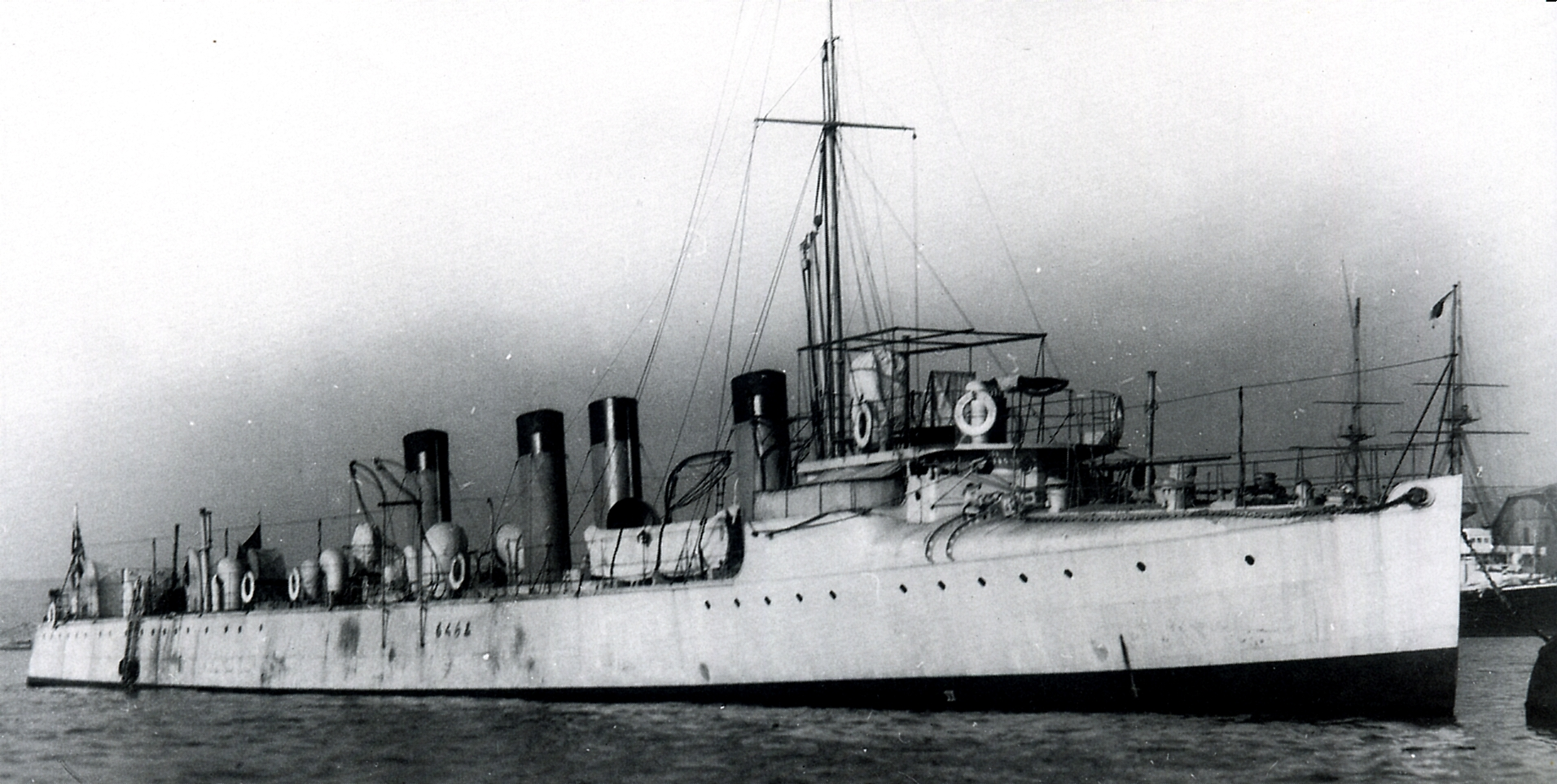
Flagowy japoński niszczyciel „Shirakumo”

Do ataku na Port Artur zostały wysłane trzy dywizjony niszczycieli, płynące w szyku torowym w zaciemnieniu, oprócz świateł rufowych. Prowadził je 1 dywizjon dowodzony przez komandora Asai („Shirakumo”, „Asashio”, „Kasumi”, „Akatsuki”), za nim płynął 2 dywizjon („Ikazuchi”, „Oboro”, „Inazuma”) i 3 dywizjon („Usugumo”, „Shinonome”, „Sazanami”). Około 21:50 czasu rosyjskiego zespół japoński dostrzegł z daleka po lewej burcie dozorujące niszczyciele rosyjskie, dające znaki reflektorami skierowanymi ku niebu o wyjściu na pozycje. Japoński dowódca nakazał w celu uniknięcia wykrycia zwrot w prawo, zmniejszenie prędkości i wyłączenie świateł rufowych, na skutek czego jednak dwa ostatnie japońskie dywizjony pomieszały szyk. W 2 dywizjonie „Oboro” uderzył w prowadzący „Ikazuchi” i doznał uszkodzenia dziobu; oba okręty wyszły z szyku, a ostatni „Inazuma” zgubił się, próbując je odnaleźć. „Ikazuchi” zdołał podążyć za 1 dywizjonem, natomiast dwa pozostałe niszczyciele napotkały 3 dywizjon, w którym z kolei zagubił się ostatni „Sazanami”. „Oboro” musiał jednak odłączyć się z uwagi na uszkodzenie ograniczające prędkość, po czym 3 dywizjon, który utracił kontakt z prowadzącym dywizjonem, wraz z „Inazumą” samodzielnie ruszył w kierunku widocznych już świateł Port Artura.
Niewykryty 1 dywizjon podszedł na ok. 600 m do zespołu okrętów rosyjskich na redzie, ze zredukowaną do 6–7 węzłów prędkością w celu zmniejszenia hałasu, po czym przeszedł wzdłuż nich po zwrocie w lewo, wystrzeliwując torpedy. Ogółem 1 dywizjon wraz z „Ikazuchi” między 23:33 a 23:41 (0:28 do 0:36 czasu japońskiego) wystrzelił 9 torped. Tylko trzy torpedy okazały się celne, trafiając od 23:35 kolejno w kilkuminutowych odstępach pancerniki: „Retwizan”, „Cesariewicz” i krążownik „Pałłada”, jednakże dokładna chronologia trafień pancerników nie jest pewna. Atak japoński całkowicie zaskoczył Rosjan, którzy początkowo brali niszczyciele za własne powracające z dozoru, względnie prowadzące nocne ćwiczenia. Podchodzące niszczyciele zostały wprawdzie dostrzeżone i oświetlone z „Pałłady”, lecz nie zdecydowano się na otwarcie ognia, gdyż według rosyjskich relacji, prowadzący niszczyciel miał zapalone białe i czerwone światła rozpoznawcze używane przez rosyjskie okręty. Wybuch na „Retwizanie” dowództwo eskadry na „Pietropawłowsku” brało początkowo za wypadek. Dowódcy poszczególnych okrętów zorientowali się jednak w sytuacji i około 23:37 otworzyli ogień, który był chaotyczny, ale utrudniał zadanie kolejno atakującym niszczycielom. Według niektórych autorów, lekkie uszkodzenia od ostrzału odniosły „Shirakumo” i „Akatsuki”, lecz inni negują uszkodzenia japońskich okrętów.
Następnie po godzinie 23:44 (0:39) okręty na redzie zaatakował przybyły 3 dywizjon w składzie „Usugumo” i „Shinonome” wraz z „Inazumą”, wystrzeliwując 5 torped, najprawdopodobniej niecelnych. Rosyjskie okręty zaczęły rozpalać ogień pod kotłami i podnosić kotwice, a na trafionych przystąpiono do obrony przeciwawaryjnej. Żaden z trzech trafionych w lewą burtę okrętów nie zatonął, aczkolwiek nabrały one wody. Ogółem zginęło na nich tylko 13 marynarzy, natomiast 32 było poszkodowanych (zatrutych) od pożaru amunicji na „Pałładzie”. Jeszcze o godzinie 0:30 (1:25) nadpłynął niszczyciel „Sazanami”, strzelając niecelną torpedę do „Połtawy”, a 20 minut później nadpłynął „Oboro”, mimo uszkodzonego dziobu, strzelając również niecelną torpedę do „Bajana”. 
Dopiero po godz. 1 w pościg został wysłany krążownik „Nowik”, odchodząc na ok. 30 mil morskich na południowy zachód, lecz powrócił około godz. 4 nie znajdując śladu wroga. Po godz. 2 wysłano także w stronę Dalnego krążownik „Bojarin”, a na południe krążownik „Askold”. Na patrol wysłano także 12 niszczycieli, które wyszły z portu. Uszkodzone okręty zamierzano wprowadzić do portu, lecz na skutek odpływu pancerniki „Retwizan” i „Cesariewicz” utknęły na brzegach kanału wejściowego, po czym „Pałładę” osadzono na mieliźnie przed kanałem.
Mimo pełnego zaskoczenia, użyte siły japońskie były stosunkowo słabe i osiągnęły jedynie względny sukces, gdyż tylko trzy torpedy trafiły w cel z 16 wystrzelonych. Prawdopodobnie celne były tylko torpedy trzech pierwszych niszczycieli z 1 dywizjonu: „Shirakumo”, „Asashio” i „Kasumi”, być może „Akatsuki”, ale nie można ustalić tego z pewnością. Należy zaznaczyć, że w okręty rosyjskie mogły trafić jeszcze inne torpedy, gdyż według strony rosyjskiej po ataku wyłowiono kilka torped, w których z powodu błędu nie usunięto przed strzałem zawleczek bezpieczników, w związku z czym nie wybuchły. Wprawdzie poważnie uszkodzono dwa najlepsze rosyjskie pancerniki, lecz ich brak nie wpłynął negatywnie na przebieg bitwy następnego dnia, a w ciągu kilku miesięcy zostały one wyremontowane.

## Bitwa dzienna

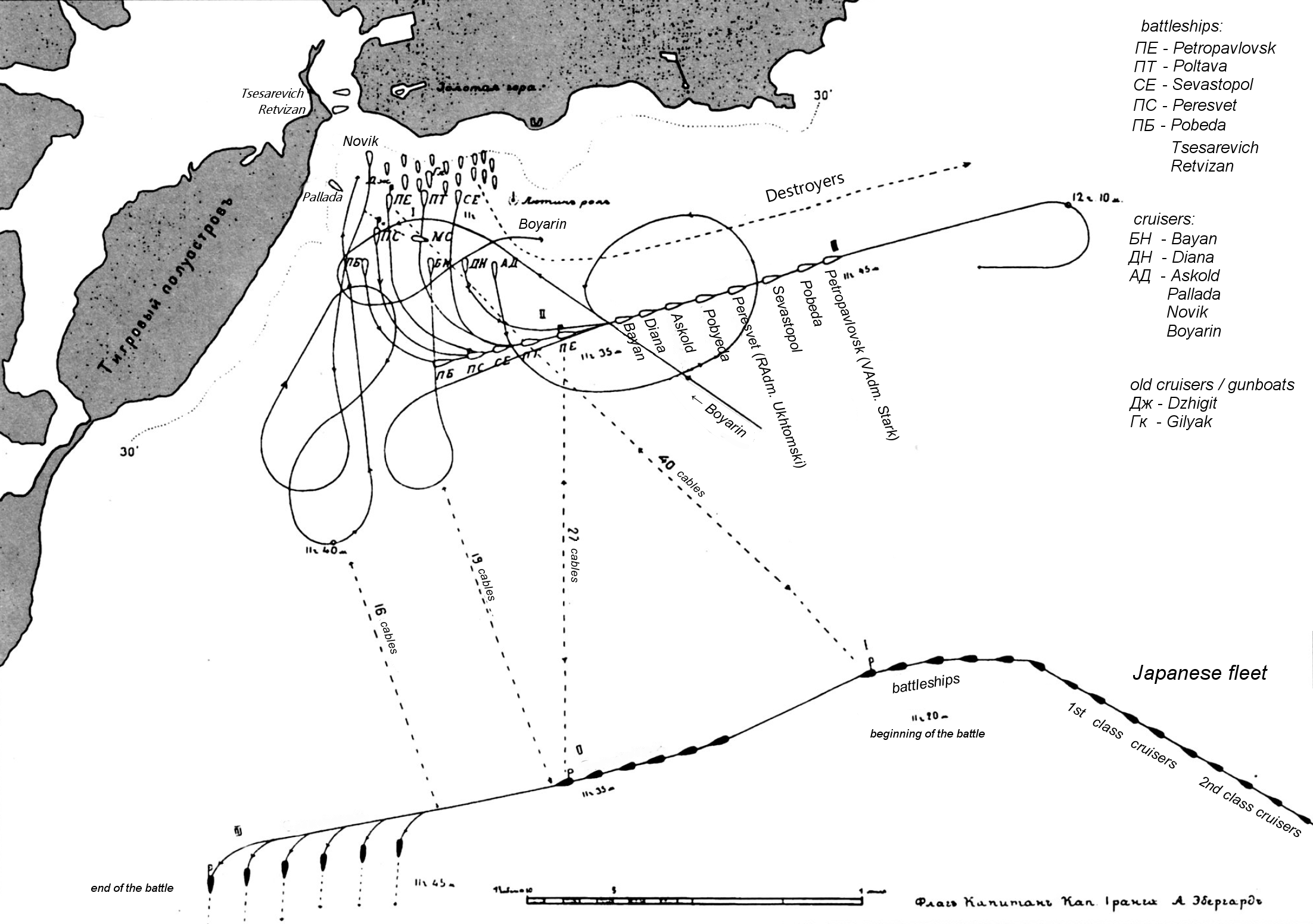
Manewry flot podczas bitwy dziennej

Rano wiceadmirał Togo wysłał na zwiad 3 dywizjon krążowników kontradm. Dewy, który ok. godziny 8 zasięgnął informacji o skutkach ataku od konsula japońskiego będącego na pokładzie płynącego z Port Artura brytyjskiego statku. Podchodzący dywizjon Dewy został zaobserwowany przez krążownik „Bojarin”, który poinformował eskadrę. Następnie dywizjon Dewy podszedł na odległość niecałych 4 Mm od redy i zaobserwował okręty na mieliźnie oraz podnoszące kotwice, po czym zawrócił do sił głównych, spotykając się z nimi ok. 20 Mm na południowy wschód od Port Artura. Po drodze zdołał jeszcze przechwycić i zdobyć rosyjski transportowiec „Manczżurija” płynący z amunicją oraz balonami obserwacyjnymi do Port Artura. Mimo możliwego ataku wroga, adm. Aleksiejew odwołał rozkaz wyjścia eskadry rosyjskiej w morze i wezwał wiceadmirała Starka na ląd do złożenia mu raportu. Za Japończykami ponownie wysłany został mały krążownik „Bojarin”, który ok. 10:45 (11:40) natknął się na japońskie siły główne. Po otwarciu do nich ognia w celu zaalarmowania eskadry, zawrócił.
Siły główne Połączonej Floty w postaci sześciu pancerników, pięciu krążowników pancernych i dywizjonu czterech krążowników pancernopokładowych kontradm. Dewy podeszły pod redę Port Artura około godziny 10:55. Japończycy płynęli w długiej kolumnie torowej w takiej kolejności, zmieniając kurs na zachodni. Na flagowym pancerniku „Mikasa” podniesiono sygnał: „Zwycięstwo lub klęska zależą od tej pierwszej bitwy - niech każdy wykona swój obowiązek”. Zespół japoński otworzył ogień z odległości 8500 m do rosyjskich okrętów, które zeszły już z kotwic i początkowo ruszyły w stronę pełnego morza i wroga w szyku czołowym. Bliżej morza stały krążowniki i jako jeden z pierwszych wstąpił do walki jedyny rosyjski krążownik pancerny „Bajan”, ruszając w stronę czołowego pancernika „Mikasa” i ostrzeliwując go z lewej burty, po czym wykonując zwrot w celu dołączenia do szyku. O 11:30 główne siły rosyjskie uformowały szyk torowy i podjęły walkę, płynąc w kierunku wschodnim. W skład linii rosyjskiej weszło pięć pancerników, kolejno: „Pietropawłowsk”, „Połtawa”, „Siewastopol”, „Pierieswiet” i „Pobieda”, oraz trzy krążowniki I rangi: „Askold”, „Diana” i „Bajan”. Ponieważ walka toczona była na kontrkursach, wybór celów był przypadkowy i zmienny. Dodatkowo Japończyków ostrzeliwała artyleria nadbrzeżna oraz trzy uszkodzone okręty stojące na mieliźnie. Krążownik „Nowik” podszedł najbliżej na odległość ok. 3 km i wystrzelił torpedę do krążownika pancernego „Iwate”, lecz była ona niecelna. Mniejsze krążowniki kadm. Dewy wyszły z walki na rozkaz głównodowodzącego już o 11:37, a główne siły japońskie o 11:45, po rozejściu się obu zespołów, odchodząc na południe. Około 10 minut później Rosjanie zaprzestali ognia. Wiceadmirał Stark nie podjął pościgu za silniejszym zespołem japońskim, nie chcąc wychodzić spod przykrycia artylerii nadbrzeżnej. Rosyjski dowódca spodziewał się przy tym możliwości powtórzenia ataku.
Żaden z okrętów nie został na skutek bitwy zatopiony. Japończycy uzyskali 29 trafień na okrętach przeciwnika, a Rosjanie 38. Większość okrętów uczestniczących w walce doznało powierzchownych uszkodzeń burt, kominów i nadbudówek od bezpośrednich trafień lub odłamków; jedynie krążowniki „Takasago” (japoński) i „Nowik” (rosyjski) doznały groźniejszych przebić burty na linii wodnej. Oprócz tego, Japończycy kilkunastoma pociskami ostrzelali baterie nadbrzeżne, Nowe Miasto i port. Na okrętach i  bateriach nadbrzeżnych zginęło 15 Rosjan i raniono 80, a na okrętach japońskich zginęło tylko 3 marynarzy i raniono 69. W tym, przynajmniej czterech zmarłych i ponad 30 poszkodowanych od gazów po pożarze amunicji było na storpedowanym krążowniku „Pałłada”. Tym samym bitwa pozostała taktycznie ani operacyjnie nierozstrzygnięta, lecz flota japońska nie osiągnęła celu zniszczenia lub choćby trwałego osłabienia eskadry rosyjskiej.

## Siły
F – okręty flagowe

# – okręty uszkodzone (w stopniu większym niż lekki), ## – poważnie uszkodzone

### Rosja
- Eskadra Oceanu Spokojnego (wiceadmirał Oskar Stark(inne języki))[4][32]
  - 1 dywizjon pancerników (wadm. Oskar Stark)
    - pancerniki: „Pietropawłowsk” (F), „Cesariewicz”##, „Retwizan”##, „Pobieda”

  - 2 dywizjon pancerników (kadm. Pawieł Uchtomski(inne języki))
    - pancerniki: „Pierieswiet” (F), „Siewastopol”(inne języki), „Połtawa”(inne języki)

  - 2 dywizjon krążowników (kadm. Michaił Mołas)
    - krążownik I rangi (pancerny) „Bajan” (F)
    - krążowniki I rangi (pancernopokładowe): „Askold”, „Diana”, „Pałłada”##
    - krążowniki II rangi (pancernopokładowe): „Nowik”, „Bojarin(inne języki)”

  - 1 oddział niszczycieli (kmdr. Nikołaj Matusewicz)
    - niszczyciele: „Wnimatielnyj”, „Grozowoj”, „Wnuszytielnyj”, „Włastnyj”, „Wynosliwyj”, „Biesstrasznyj”, „Biezszumnyj”, „Bditielnyj”, „Biezposzczadnyj”, „Bojewoj”, „Bojkij”, „Burnyj”, „Lejtienant Burakow” (nie wszystkie brały udział)

  - 2 oddział niszczycieli (kmdr. por. A. Ginter)
    - „Raziaszczij”, „Rastoropnyj”, „Rieszytielnyj”, „Sierdityj”,  „Silnyj”, „Skoryj”, „Smiełyj”, „Stierieguszczij”, „Storożewoj” (nie wszystkie brały udział)

  - dywizjon obrony wybrzeża (kadm. Michaił Łoszczyński) i inne okręty w Port Artur
    - kanonierki: „Bobr” (F), „Gilak”, „Gremiaszczij”, „Otważnyj” (tylko „Gilak” brał udział)
    - stawiacze min: „Amur”, „Jenisiej” (nie brały udziału)
    - kanonierki torpedowe: „Gajdamak”, „Wsadnik” (nie brały udziału)
    - nieopancerzony krążownik szkolny „Dżygit”
    - krążownik pomocniczy (transportowiec) „Angara”.

### Japonia
Połączona Flota (wiceadmirał Heihachirō Tōgō)
- 1 Eskadra (wiceadmirał Heihachirō Tōgō)
  - 1 dywizjon bojowy (kontradmirał Tokioki Nashiba)
    - pancerniki: „Mikasa”(F/wadm. Togo), „Asahi”, „Shikishima”, „Hatsuse” (F/kadm. Nashiba), „Fuji”, „Yashima”

  - 3 dywizjon bojowy (kontradmirał Shigetō Dewa)
    - krążowniki pancernopokładowe: „Chitose”(inne języki), „Kasagi”, „Takasago”, „Yoshino”
    - awizo „Tatsuta”

  - 1 dywizjon niszczycieli (komandor Asai)
    - niszczyciel: „Shirakumo”(F), „Asashio”, „Kasumi”, „Akatsuki”

  - 2 dywizjon niszczycieli (kmdr por. Ishida)
    - niszczyciel: „Ikazuchi”(F), „Oboro”, „Inazuma”

  - 3 dywizjon niszczycieli (kmdr por. Tsuchiyi)
    - niszczyciele: „Usugumo”(F), „Shinonome”, „Sazanami”[c]

- 2 Eskadra (wadm. Hikonojō Kamimura)
  - 2 dywizjon bojowy (kadm. Sotaro Misu)
    - krążowniki pancerne: „Izumo(inne języki)” (F/wadm. Kamimura), „Iwate”(inne języki) (F/kadm. Misu), „Tokiwa(inne języki)”, „Azuma”, „Yakumo”